# Kirchdorf an der Krems
Kirchdorf an der Krems (česky Kostelec nad Kremží) je město v rakouské spolkové zemi Horní Rakousy, hlavní město okresu Kirchdorf. Žije zde přibližně 4 500 obyvatel. Podél města protéká řeka Krems (Kremže).